# Jamboti, Khanapur
Jamboti là một làng thuộc tehsil Khanapur, huyện Belgaum, bang Karnataka, Ấn Độ.